# Parafia Wniebowzięcia Najświętszej Maryi Panny w Proszowicach
Parafia Wniebowzięcia Najświętszej Maryi Panny – parafia rzymskokatolicka w Proszowicach, należy do dekanatu proszowickiego w diecezji kieleckiej. 

## Proboszczowie
W parafii pracowali następujący proboszczowie:
- ks. Stanisław Bomba (1932-1955)
- ks. Ignacy Kaczmarski (1955-1971)
- ks. Jan Kurczab (1971-1978)
- ks. Marian Wieczorek (1978-1990)
- ks. Jan Iłczyk (1990-1998)
- ks. Henryk Makuła (1998-2012)
- ks. Antoni Sokołowski (2012-2016)
- ks. Jan Zwierzchowski (2016 do teraz)

## Zasięg parafii
Do parafii należą wierni z następujących miejscowości: Gniazdowice, Górka Stogniowska, Górka Jaklińska, Jakubowice, Jazdowiczki, Kowary, Łaganów, Makocice, Opatkowice, Proszowice, Stogniowice, Szczytniki, Szklana.